# Municipio de Jacks Creek
El municipio de Jacks Creek (en inglés: Jacks Creek Township) es un municipio ubicado en el  condado de Yancey en el estado estadounidense de Carolina del Norte. En el año 2010 tenía una población de 1.686 habitantes.

## Geografía
El municipio de Jacks Creek se encuentra ubicado en las coordenadas 35°58′18.4″N 82°19′56.47″O / 35.971778, -82.3323528.